# Qaratau
Qaratau (kasachisch Қаратау – schwarzer Berg; russisch Каратау Karatau) ist eine Kleinstadt in Kasachstan und der Verwaltungssitz des Bezirks Talas im Gebiet Schambyl mit etwa 30.000 Einwohnern.

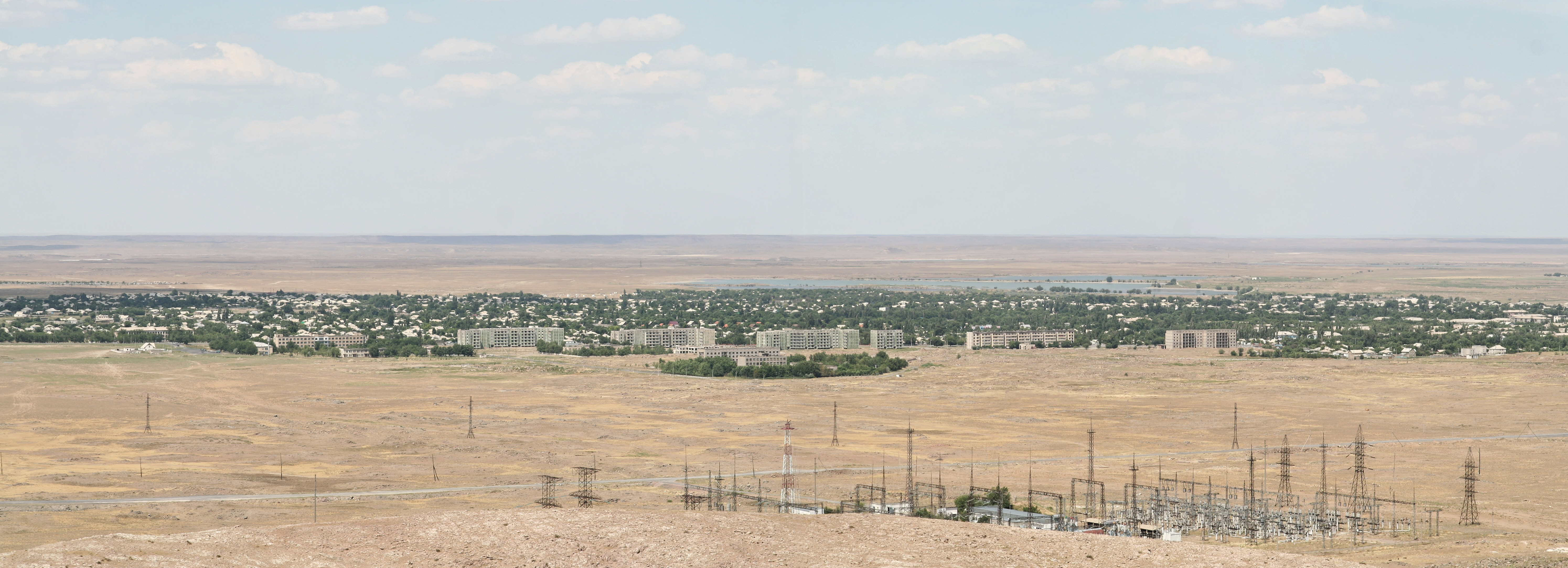
Panoramaaufnahme der Stadt

Hinweisschild auf die Stadt

## Geografie
Qaratau ist eine grüne Oase am Rande der Steppe und am Fuße des Qaratau. Etwa 10 km entfernt von Qaratau befindet sich seit Dezember 2001 eine seismologische Beobachtungsstation des Geophysikalischen Instituts in Almaty, die für Kasachstan Daten für die  Organisation des Vertrags über das umfassende Verbot von Nuklearversuchen im Rahmen des Vertrages über das Verbot von Kernwaffenversuchen aufzeichnet.

## Geschichte
Die Geschichte der Stadt geht zurück auf die Gründung eines Arbeiterdorfs mit dem Namen Tschulaktau (Чулактау). Hierhin wurden 1946 deutsche, griechische, koreanische und japanische Kriegsgefangene aus anderen Teilen der Sowjetunion deportiert, um Phosphorit abzubauen. Die Menge an abgebautem Phosphorit nahm über die Jahre immer weiter zu, wodurch auch die Siedlung Tschulaktau immer weiter wuchs. 1963 erhielt der Ort das Stadtrecht und wurde in Qaratau umbenannt. Um das Phosphorit vor Ort weiterzuverarbeiten, wurde in der Stadt chemische Industrie angesiedelt, deren Produkte weiter nach Dschambul transportiert wurden.
Mit dem Ende der Sowjetunion und der Unabhängigkeit Kasachstans begann Anfang der 1990er Jahre der wirtschaftliche Niedergang des Ortes. Viele der ansässigen Unternehmen stellten den Betrieb ein, die Stadt verlor viele ihrer Einwohner, die auf der Suche nach Arbeit in Großstädte abwanderten. Hatte Qaratau zu seiner Blütezeit beinahe 55.000 Einwohner, sank diese Zahl bis zur Volkszählung 1999 auf rund 28.000 Menschen ab. Aufgrund der Abwanderung der Bevölkerung, standen viele Wohngebäude leer. Bis heute gibt es Mikrobezirke in der Stadt, die verlassen sind. Die Nachfahren der vielen Kriegsgefangenen, die nach dem Zweiten Weltkrieg nach Qaratau gebracht wurden, verließen Kasachstan und gingen zurück in ihre ehemaligen Herkunftsländer.
In den letzten Jahren begann die Bezirksverwaltung Maßnahmen gegen den Verfall der Stadt zu ergreifen. Im Rahmen eines Wohnungsbauprogramms wurden verlassene Wohnhäuser renoviert. Den lokalen Behörden gelang es, mehrere mehrstöckige Gebäude an Bauinvestoren zu verkaufen, unter der Bedingung, diese zu renovieren.

## Bevölkerung
| Einwohnerentwicklung               | Einwohnerentwicklung | Einwohnerentwicklung | Einwohnerentwicklung | Einwohnerentwicklung | Einwohnerentwicklung | Einwohnerentwicklung |
| 1959                               | 1970                 | 1979                 | 1989                 | 1999                 | 2009                 | 2021                 |
| ---------------------------------- | -------------------- | -------------------- | -------------------- | -------------------- | -------------------- | -------------------- |
| 14.569                             | 26.962               | 30.908               | 41.825               | 28.281               | 26.639               | 28.045               |
| Anmerkung: Volkszählungsergebnisse |                      |                      |                      |                      |                      |                      |

## Wirtschaft und Infrastruktur
Die Stadt befindet sich an der Anschlussstrecke der Turksib von Taras nach Schangatas. Östlich von Qaratau befindet sich der Bergbaubetrieb Tschulaktau, der zum Unternehmen Kazphosphate gehört. Der Betrieb konzentriert sich auf die Gewinnung und Verarbeitung von Phosphorit.

## Söhne und Töchter der Stadt
- Ljubow Schischchanowa (1947–2023), sowjetische bzw. russische Organistin, Musikpädagogin und Hochschullehrerln
- Jewgeni Jarowenko (* 1963), Fußballtrainer
- Sergei Lukjanenko (* 1968), russischer Science-fiction- und Fantasyautor